# Холнесс, Эндрю
Э́ндрю Майкл Хо́лнесс (англ. Andrew Michael Holness; род. 22 июля 1972, Спаниш-Таун) — ямайский политик, премьер-министр Ямайки в 2011—2012 годах и с 2016 года; министр образования в 2007—2012 годах. Член Лейбористской партии Ямайки.
Окончил Университет Вест-Индии.
В 1994—1996 годах руководил Voluntary Organization for Uplifting Children, в 1997 году был избран депутатом парламента. В 1999 году стал курировать вопросы земли и развития в парламентской фракции Лейбористской партии, в 2002 году — вопросы жилищной политики, в 2005 году — образования. После победы лейбористов на выборах 2007 года занял пост министра образования. После ухода в отставку премьер-министра Брюса Голдинга в октябре 2011 года был назван его преемником. Холнесс в основном оставил правительство в прежнем составе, и при этом сохранил за собой пост министра образования.